# Сертан-ди-Кишерамобин (микрорегион)

Сертан-ди-Кишерамобин на карте.

Сертан-ди-Кишерамобин (порт. Microrregião do Sertão de Quixeramobim) — микрорегион в Бразилии, входит в штат Сеара. Составная часть мезорегиона Сертойнс-Сеаренсис. Население составляет 	266 167	 человек (на 2010 год). Площадь — 	11 940,319	 км². Плотность населения — 	22,29	 чел./км².

## Демография
Согласно сведениям, собранным в ходе переписи 2010 г. Национальным институтом географии и статистики (IBGE), население микрорегиона составляет:						
| Полное население                             | Полное население                             | Полное население                             | Полное население                             | 266 167 |
| -------------------------------------------- | -------------------------------------------- | -------------------------------------------- | -------------------------------------------- | ------- |
| в том числе:                                 | Городское население                          | 153 422                                      | Процент городского населения, %              | 57,64   |
|                                              | Сельское население                           | 112 745                                      | Процент сельского населения, %               | 42,36   |
|                                              | Мужское население                            | 132 911                                      | Процент мужского населения, %                | 49,94   |
|                                              | Женское население                            | 133 256                                      | Процент женского населения, %                | 50,06   |
| Плотность населения, чел/км²                 | Плотность населения, чел/км²                 | Плотность населения, чел/км²                 | Плотность населения, чел/км²                 | 22,29   |
| Население микрорегиона в % к населению штата | Население микрорегиона в % к населению штата | Население микрорегиона в % к населению штата | Население микрорегиона в % к населению штата | 3,15    |

## Статистика
- Валовой внутренний продукт на 2003 составляет 528 870 165,00 реалов (данные: Бразильский институт географии и статистики).
- Валовой внутренний продукт на душу населения на 2003 составляет 2188,25 реалов (данные: Бразильский институт географии и статистики).
- Индекс развития человеческого потенциала на 2000 составляет 0,637 (данные: Программа развития ООН).

## Состав микрорегиона
В составе микрорегиона включены следующие муниципалитеты:
1. Банабую
2. Боа-Виажен
3. Шоро
4. Ибаретама
5. Мадалена
6. Кишада
7. Кишерамобин